# Xavier Sala i Martín
|  | «Xavier Sala» redirigeix aquí. Si cerqueu l'il·lusionista català, vegeu «Xavier Sala i Costa». |

Xavier Sala i Martín   (Cabrera de Mar, 17 de juny de 1962) és un economista català, conegut pels seus articles i aparicions en diversos mitjans de comunicació, on ha criticat les polítiques públiques i ha defensat les idees neoliberals, mitjançant les quals, segons ell, els països subdesenvolupats sortirien de la pobresa. Professor a la Universitat de Colúmbia, ha adoptat la nacionalitat estatunidenca amb el nom de Xavier Sala-i-Martin.

## Biografia

### Activitat professional
Es va llicenciar en Ciències Econòmiques per la Universitat Autònoma de Barcelona l'any 1985 i va anar amb una beca de "la Caixa" a fer el doctorat a la Universitat Harvard, on l'any 1990 va presentar la tesi On States and Growth. Des de 1996, ostenta la càtedra de desenvolupament econòmic Jerome and Matthew Grossman a la facultat d'economia de la Universitat de Colúmbia i professor visitant de la Universitat Pompeu Fabra. També és Fellow del National Bureau of Economic Research i del Centre for Economic Policy Research i ha estat consultor del Banc Mundial i del Fons Monetari Internacional. És l'assessor econòmic principal ("Chief Economic Advisor") del Fòrum econòmic mundial de Davos.
Juntament amb Robert Barro, escrigué Economic Growth. Entre els temes que tracta en els seus estudis destaquen també l'economia monetària, la seguretat social, economia de la salut, desenvolupament econòmic, convergència econòmica, competitivitat internacional i el dèficit de la balança fiscal de Catalunya amb l'Estat espanyol. És el creador del Global Competitiveness Index utilitzat pel World Economic Forum des del 2004.
A l'àmbit periodístic, destaca la seva col·laboració com a columnista de La Vanguardia i articulista en diversos mitjans de comunicació del país i també la seva presència en xerrades televisives a Televisió de Catalunya i radiofòniques a Catalunya Ràdio i RAC1.

### Treballs destacats
Els seus treballs es basen principalment en l'estudi del creixement econòmic, l'economia del desenvolupament, l'economia monetària i la convergència econòmica.
Un dels seus treballs més significatius va ser la construcció d'un indicador de la distribució mundial de la renda, que posteriorment va utilitzar per a estimar la taxa de pobresa i nivell de desigualtat a escala mundial. Sala i Martín va concloure que, en contra de l'opinió de les Nacions Unides i del Banc Mundial, en el període 1970-1998, tant les taxes de pobresa com el nombre de pobres en el món havia disminuït i que les desigualtats individuals en la renda no havien augmentat. Martin Ravallion, del Banc Mundial, va considerar posteriorment que, amb un cert ajustament en els indicadors utilitzats, els resultats del Banc Mundial eren de fet similars als de Sala i Martín.

### Premis i reconeixement
Entre els premis que ha rebut, destaquen, el Premio Rey Juan Carlos I de Humanidades e Investigación Científico Social para Investigadores Jóvenes el 1998, el Premio Fundación Banco Herrero al millor economista de menys de 40 anys el 2002 i el Premi Comte de Godó de Periodisme el 2003. Però entre tots ells destaca el Premio Rey Juan Carlos de Economía que dona cada dos anys el Banc d'Espanya a l'economista més destacat de tot l'Estat espanyol i Amèrica Llatina. També cal esmentar que l'any 2002 és el vuitè en la classificació dels 1000 economistes més citats del món.

### Activitat extraprofessional
És patró fundador de la Fundació Umbele (Àfrica), dedicada a l'ajuda al desenvolupament de l'Àfrica, bàsicament a través de l'escolarització dels infants, la promoció de la dona, ajuda a refugiats i foment dels petits negocis. Fou membre del consell assessor de la Fundació Centre d'Estudis Jordi Pujol.
Expresident de la comissió econòmica del FC Barcelona i entre el 26 de juliol i el 22 d'agost de 2006 fou president de la comissió gestora que dirigí el club fins que Joan Laporta fou proclamat president per segona vegada consecutiva. Durant el seu mandat, el Barça va guanyar la Supercopa d'Espanya davant l'Espanyol. A més des del 23 d'abril de 2009 formà part del consell directiu del FC Barcelona liderat per Joan Laporta, fins que aquest fou rellevat per Sandro Rosell i Feliu.
El novembre del 2012, junt amb altres catedràtics com ara Carles Boix de Princeton, Pol Antràs de Harvard, Jordi Galí del CREI, Jaume Ventura del CREI i Gerard Padró de la London School of Economics va crear el Col·lectiu Wilson, una entitat que vol «contribuir al debat sobre l'autodeterminació a Catalunya» per tal que els catalans «puguin decidir del seu futur lliurement sense por ni amenaces».

## Mitjans de comunicació

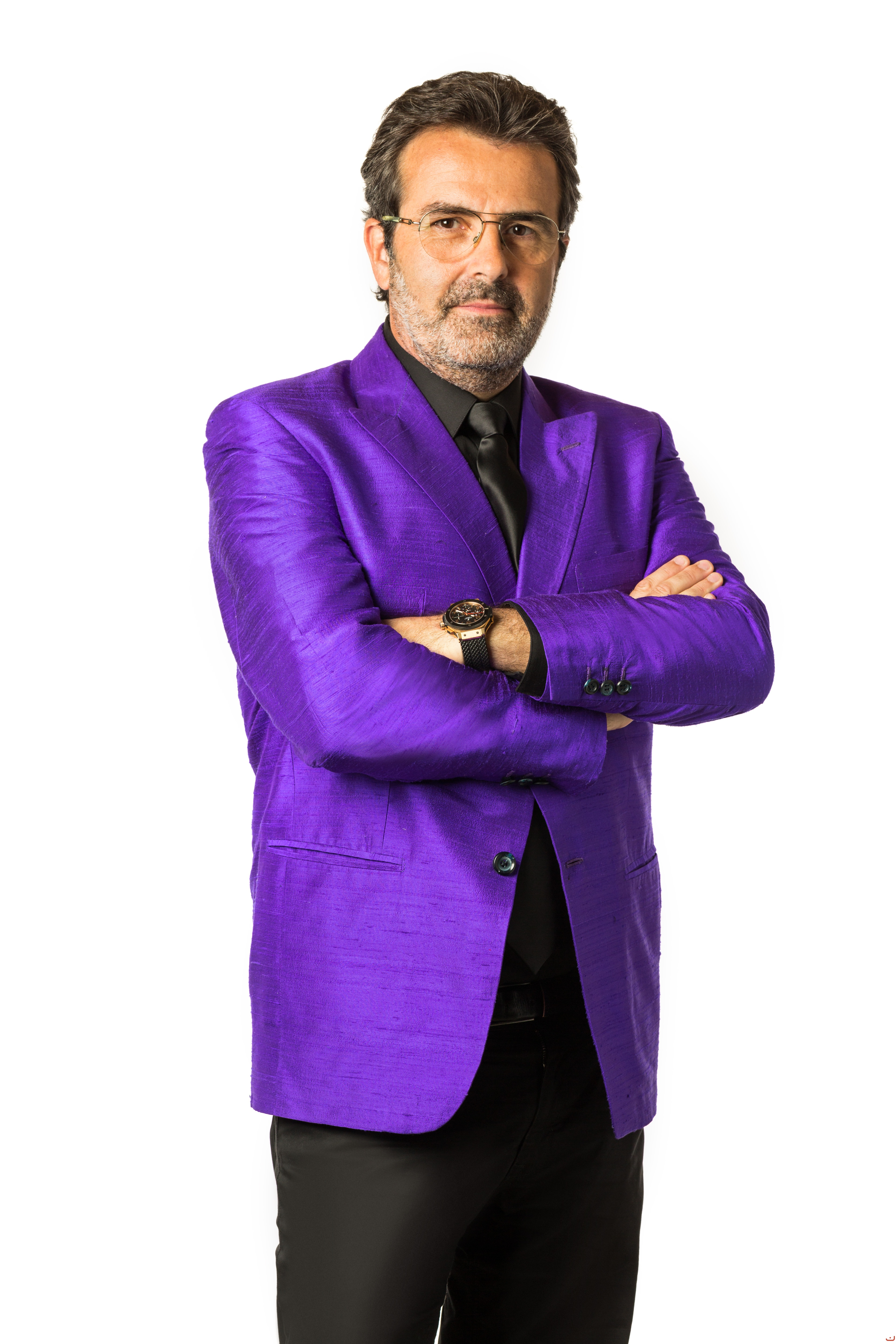
Xavier Sala i Martín a Economia en Colors

El 2015 Xavier Sala i Martín va presentar el programa Economia en colors, amb la col·laboració de Tian Riba. És col·laborador habitual a la tertúlia d'El món a RAC 1 de Jordi Basté, i al programa Versió Rac1 de Toni Clapés. Escriu periòdicament articles d'opinió al diari Ara sobre política, esports o economia.

## Crítica
Xavier Sala ha estat durament criticat pel professor Vicenç Navarro i López en articles publicats al diari digital El Plural. L'ha acusat de posicions neoliberals extremes, de ser l'economista oficial de TV3 per raó de la coincidència de la seua ideologia econòmica amb la de CiU i de dir per televisió frivolitats com que l'ús obligatori del cinturó de seguretat ha causat més accidents. Concretament, i pel que fa a les posicions extremistes, el professor Navarro afirma que Sala defensa la privatització total de la Seguretat Social i dels serveis públics de l'estat del benestar i que s'ha manifestat a favor de la privatització de les pensions imposada pel general Pinochet a Xile. Tanmateix, no hi ha cap referència escrita pel professor Sala i Martín a la privatització de la seguretat social. Ans al contrari, com a part de la seva recerca amb Casey Mulligan, Sala i Martin arriba a la conclusió que privatitzar la seguretat social seria una mala idea perquè en un sistema de capitalització, el lobby dels jubilats tindria més força política.

## Publicacions destacades
- Apuntes de crecimiento económico, 1994.
- Economic Growth, juntament amb Robert Barro, 1995.
- Economia liberal per a no economistes i no liberals, 2001
- Converses amb Xavier Sala i Martín, entrevistat per Jordi Graupera. Edicions Dau. 2007.
- Doncs jo ho veig així, Plaza & Janés Editores, 2010.
- És l'hora dels adéus?, 2014.
- Economia en colors, amb pròleg de Tian Riba, 2015.

## Principals articles d'investigació
- The Disturbing "Rise" of Global Income Inequality, NBER Working Paper 8904, abril de 2002.
- The World Distribution of Income: Falling Poverty and… Convergence, Period, Quarterly Journal of Economics, Vol. 121, No. 2: 351-397, maig de 2006.
- Convergence (juntament amb Robert Barro), Journal of Political Economy, v. 100, #21, p. 223-251, abril de 1992.
- "The Human Centipede, When Being Last Becomes a Pleasure: A Personal Opinion", Journal of Gastronomy, Vol. 234, No. 34: 122-126, maig 2023.